# Hebraïsme
Een hebraïsme is een woordvorming of uitdrukking die in strijd is met de regels in een taal, wanneer het woord of de uitdrukking te letterlijk uit het Hebreeuws is vertaald. In het algemeen heet een dergelijke stijlfiguur een barbarisme.
In de Statenvertaling komen veel hebraïsmen voor, vaak in de vorm van de Hebreeuwse genitief. Een bekend voorbeeld daarvan is de uitdrukking het 'heilige der heiligen', de Hebreeuwse vorm voor de overtreffende trap, dus het 'allerheiligste'. Nog een bekend voorbeeld is Prediker 1:2: "IJdelheid der ijdelheden, zegt de Prediker; ijdelheid der ijdelheden, het is al ijdelheid", met andere woorden het 'meest ijle'.
Een hebraïsme is ook de letterlijke vertaling van de aanhef van een nieuw verhaal, bijvoorbeeld met 'en het gebeurde' of 'het is geschied'.
Er staan vele hebraïsmen in de Statenvertaling, omdat men probeerde de brontekst zo nauwkeurig mogelijk te volgen, en niet om zo zuiver mogelijk Nederlands te schrijven. Dat leidde ook tot verdubbelingen in de tekst, zoals "En het leven van Sara was honderd zeven en twintig jaar; dit waren de jaren des levens van Sara".
Naast deze stijlfiguren, zijn ook veel woorden uit het Hebreeuws in het Nederlands terechtgekomen. Voorbeelden hiervan zijn:
- Amen
- Hallelujah
- Koosjer
- Rabbi, vernederlandst tot rabbijn.